# Pentium Pro
Pentium Pentium II,
Pentium II Xeon
Le Pentium Pro est un microprocesseur x86 32 bits produit par Intel, de sixième génération (architecture P6), sorti en novembre 1995.
Avec ce processeur, Intel s'est attaqué au marché des serveurs pour entreprises, dominé par IBM, faisant baisser le prix des serveurs et monter en puissance les architectures Intel, ce qui profite aussi aux produits pour PC, devenus assez puissants pour traiter de grandes quantités de sons et photos.
Ce processeur a été conçu pour les systèmes 32 bits de l'époque comme Windows NT et OS/2.
Son socle est le socket 8, en mono ou multiprocesseur (de 1 à 8).
Il compte deux fois 8 Kio de mémoire cache de premier niveau et est gravé en 0,35 µm (350 nm) pour les versions 150, 166 et 200 MHz, 0,25 µm pour certains 200 MHz.
L'innovation majeure par rapport au Pentium est la traduction à la volée des instructions x86 en micro-opérations plus simples à la manière des processeurs RISC, qui peuvent ensuite être plus efficacement pipelinées, exécutées dans le désordre et exécutées spéculativement.
La mémoire cache L2 est localisée sur un second die pour plus de performance. Les coûts de fabrication auront raison de cette solution, et le Pentium II externalisera le cache sur une carte fille.
Les Pentiums Pro destinés aux stations de travail possèdent 256 Kio de mémoire cache. Les modèles destinés aux serveurs intègrent 512 Kio voire 1 Mio pour le Pentium Pro noir.
En 1998, Intel sort le Pentium II OverDrive, destiné à augmenter les performances des serveurs de l’époque en passant leur fréquence de 200 à 333 MHz. C’est d’ailleurs le dernier OverDrive officiel à avoir vu le jour. Cette puce reprenait le concept du Pentium II mais en socket 8. C’était une petite carte en silicium comprenant une puce de Pentium II et deux puces de mémoire cache soudées juste à côté et travaillant à la même fréquence que le processeur soit 333 MHz. En gros, on transformait son processeur Pentium Pro en Pentium II Xeon, avec MMX, pour un coût modeste par rapport au prix d’un serveur neuf.
Le succès du Pentium Pro dans les environnements professionnels fut assez marquant, mais sa faiblesse en traitement de code 16 bits causé par l'absence de cache d'instruction adapté pour le code 16 bits encore présent dans le système d'exploitation grand public Windows 3.1, et son prix élevé ne l'ont pas rendu populaire.

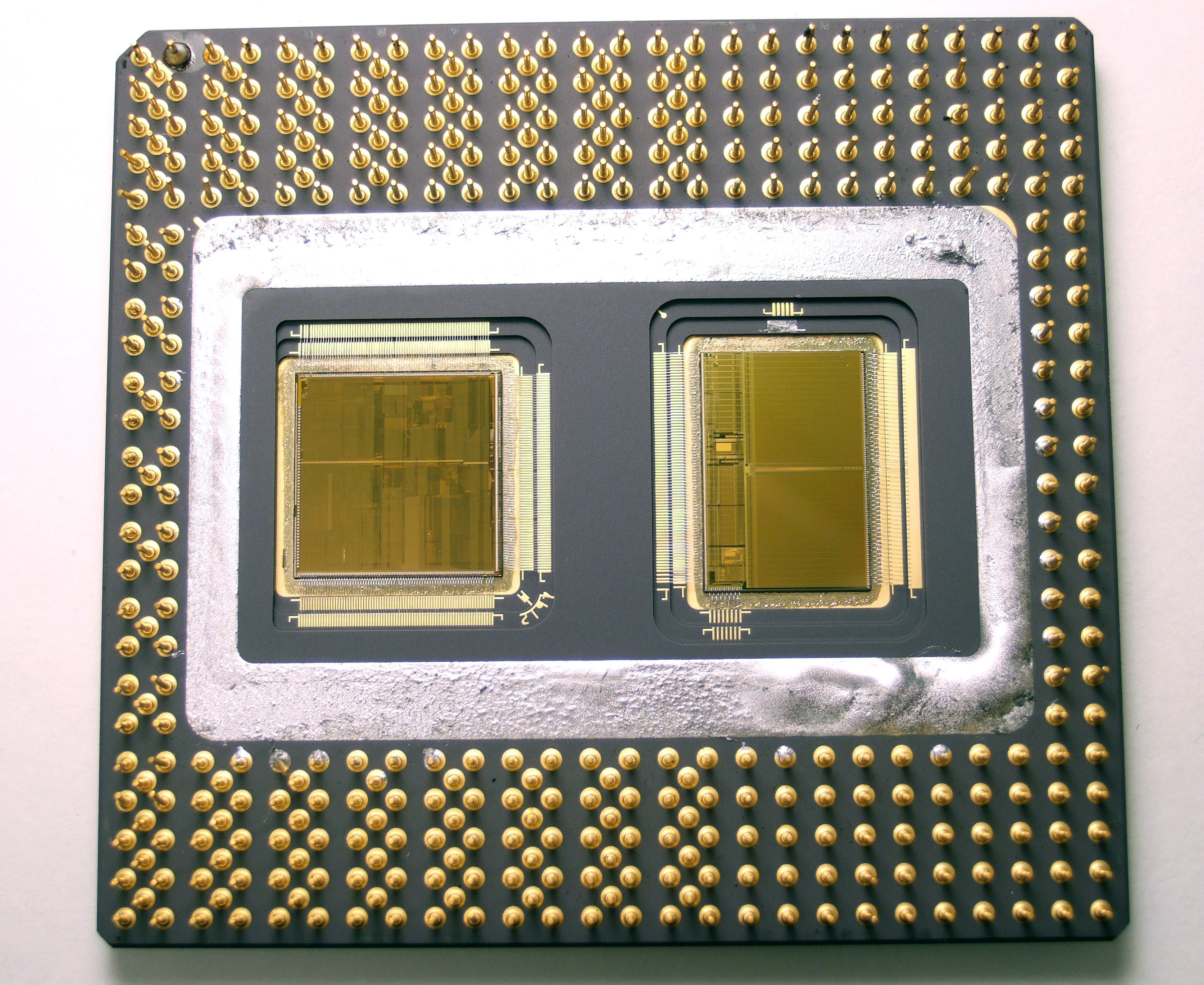
Intérieur d'un Pentium Pro : le circuit de gauche est le processeur, celui de droite la mémoire cache L2.
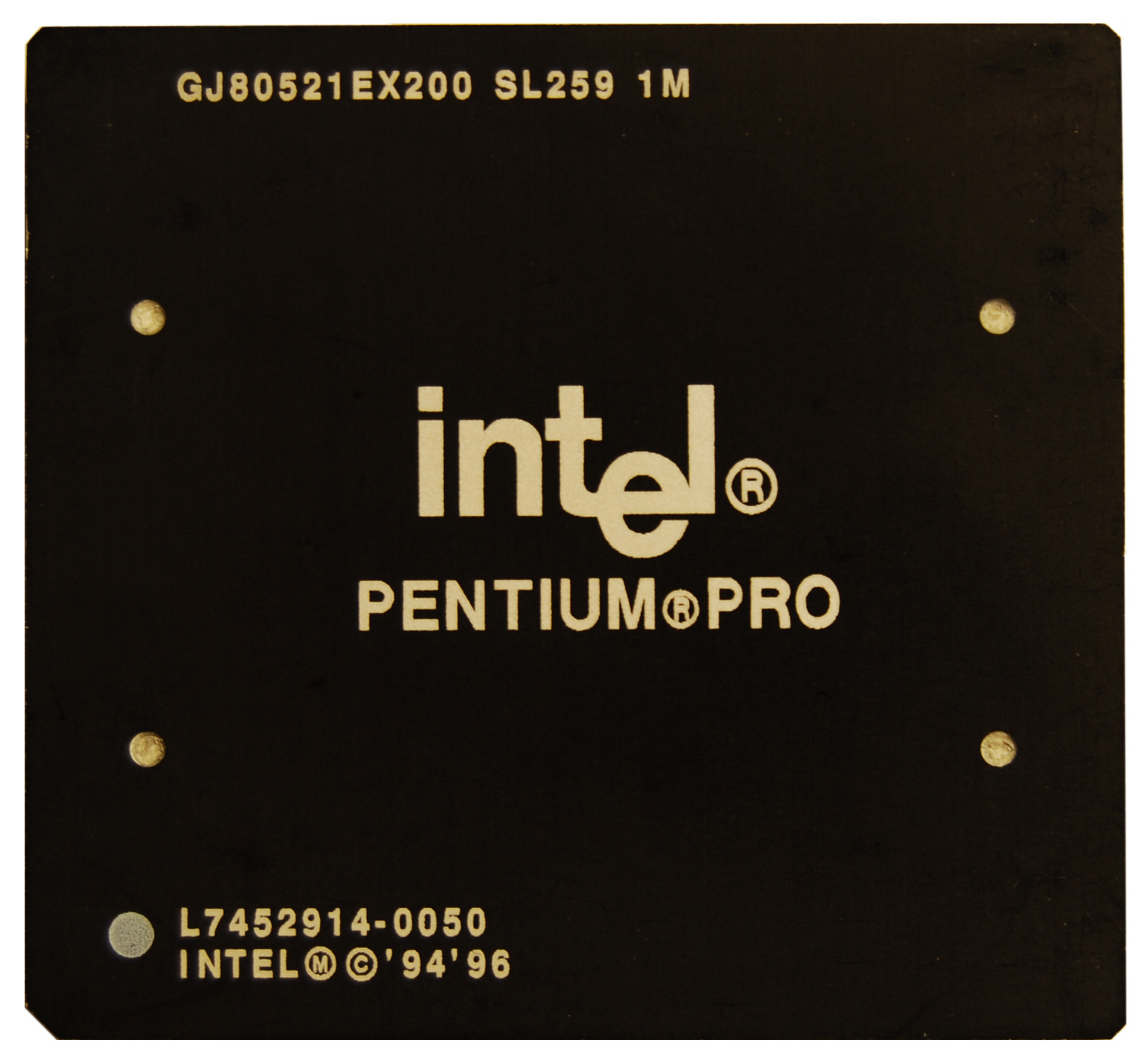
Pentium Pro noir à 200 MHz avec 1 Mio de mémoire cache L2.
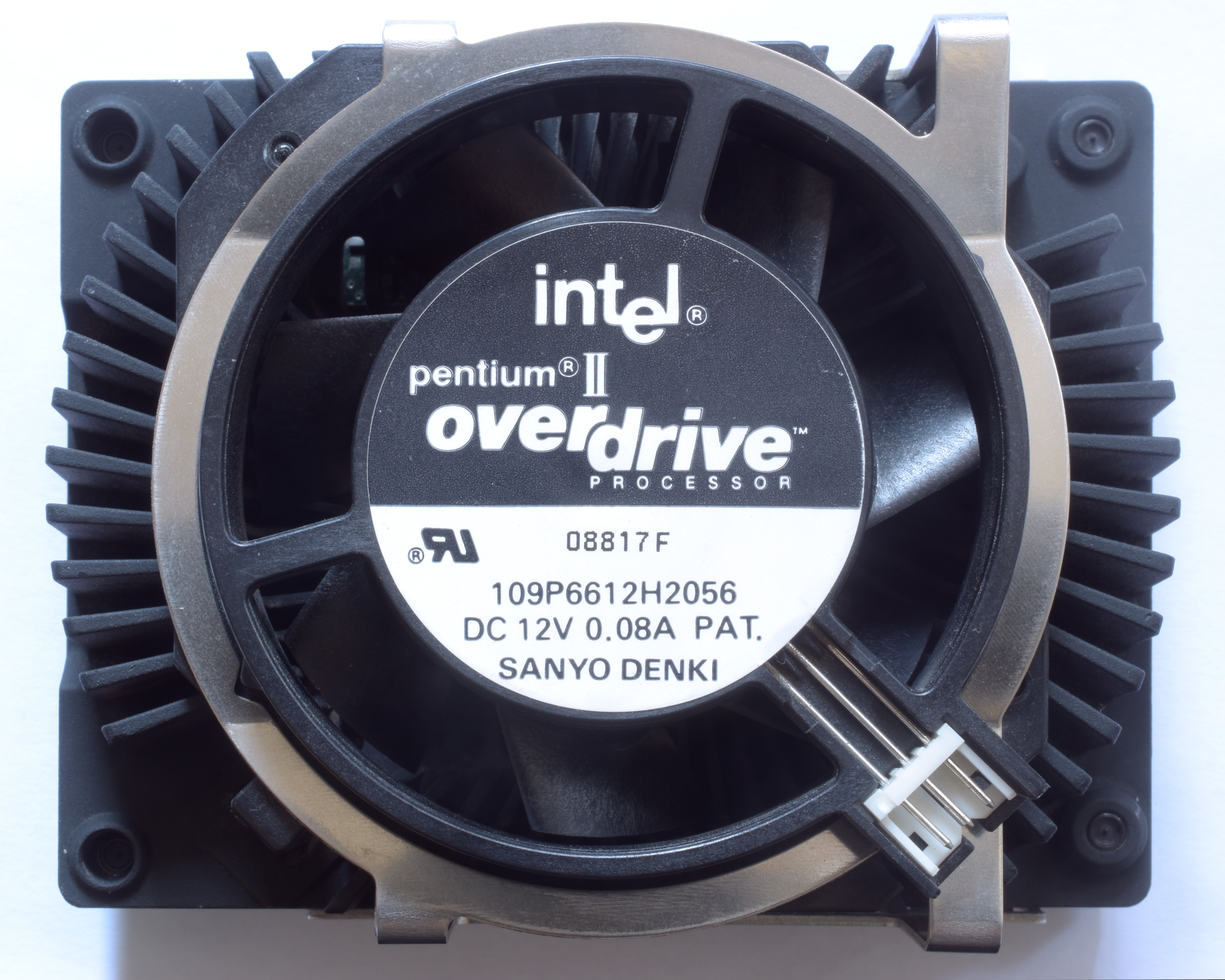
Pentium II OverDrive à 333 MHz avec son refroidisseur d'origine.